# Katja Just
Katja Just (geboren 1974 in München) ist eine deutsche Schriftstellerin und Bestsellerautorin. Sie war von Juni 2018 bis Juni 2023 Bürgermeisterin auf der Hallig Hooge (Wählergemeinschaft Hooge).

## Leben
Just wuchs in Ismaning auf, die Hallig Hooge kannte sie schon als Kind. Auf der Ockenswarft der Hallig kauften ihre Mutter und ihr Stiefvater 1996 ein rund 300 Jahre altes Reetdachhaus, in dem sie zwei Ferienwohnungen vermieteten. Just absolvierte eine Ausbildung zur Kauffrau und arbeitete in der Auszubildendenbetreuung der Lufthansa auf dem Münchner Flughafen.
Als sie 25 Jahre alt war, planten sie und ihr damaliger Lebensgefährte, auf der Hallig eine Familie zu gründen. Die Pläne zerschlugen sich, so zog sie im Oktober 2000 alleine auf die Marschinsel. 2001 kehrte sie vorübergehend auf das Festland zurück und besuchte die Fachschule für Hauswirtschaft im ländlichen Raum (Landfrauenschule) in Hanerau-Hademarschen, anschließend nahm sie an einem Existenzgründerseminar in Flensburg teil, das die Industrie- und Handelskammer an Wochenenden veranstaltete. 2003 übernahm sie die Vermietung der Ferienwohnungen auf dem ehemaligen Heuboden im denkmalgeschützten Friesenhaus „Haus am Landsende“ mit Pesel und Döns; die Eltern zogen nach Husum.
Nachdem sie zu dem 2009 erschienenen Buch Zwischen Landluft und Sehnsucht das Kapitel Tausche Berggeflüster gegen Meeresrauschen beigetragen hatte, wurden die Medien auf sie aufmerksam. Ihren ersten Fernsehauftritt hatte sie 2012 in der SWR-Talkshow Nachtcafé mit Wieland Backes zum Thema „Lust aufs Land – zwischen Landluft und Enttäuschung“, bei der sie die Tracht der Hoogerin Magda Boyens trug, die ihr seit deren Tod deren Enkelin zur Verfügung stellt. Kommunalpolitisch engagiert sie sich im Gemeinderat, anfangs als parteiloses Mitglied; im Juni 2018 wurde sie zur Bürgermeisterin von Hooge gewählt. Dieses Amt übte sie bis zum Ende der Legislaturperiode aus. Ihr Nachfolger im Bürgermeisteramt wurde im Juni 2023 Michael Klisch (SPD), sie selbst seine Stellvertreterin.
2018 veröffentlichte sie Barfuß auf dem Sommerdeich. Mein Halligleben zwischen Ebbe und Flut. In dem Buch schildert sie ihr Leben auf der Hallig und die Erfahrungen mit den rund hundert Bewohnern. Das Buch wurde zum Taschenbuch-Bestseller. Das Interesse der Leserinnen und Leser, die wegen des Buchs auch zur Ockenswarft kamen, brachte sie dazu, 2019 „Neues von der Hallig“ unter dem Titel Frische Brise auf dem Sommerdeich zu veröffentlichen. Das Buch wurde ebenfalls Taschenbuch-Bestseller.

## Werke
- Barfuß auf dem Sommerdeich. Mein Halligleben zwischen Ebbe und Flut. Eden Books, Hamburg 2018, ISBN 978-3-95910-174-5.
- Frische Brise auf dem Sommerdeich: Neues von der Hallig. Eden Books, Hamburg 2019, ISBN 978-3-95910-212-4.